# Moshe Shmuel Glasner
Moshe Shmuel Glasner (n. 27 februarie 1856, Pozsony, Austro-Ungaria – d. 19 octombrie 1924, Ierusalim, Palestina sub mandat britanic) a fost un sionist și rabin evreu de origine maghiară, care a fost liderul spiritual al comunității evreiești din Kolozsvár/Cluj între anii 1877 și 1923. 